# Ishmael Addo
Ishmael Addo (Accra, 30 luglio 1982) è un ex calciatore ghanese, di ruolo attaccante.

## Carriera

### Club
Ha giocato nel campionato ghanese, francese, greco, cipriota e indiano.

### Nazionale
Con la maglia della nazionale ha collezionato 9 presenze tra il 2000 e il 2002.

## Palmarès

### Club

#### Competizioni nazionali
- Campionato ghanese: 3

Hearts of Oak: 1999, 2000, 2001
- Coppa del Ghana: 2

Hearts of Oak: 1999, 2000

#### Competizioni internazionali
- CAF Champions League: 1

Hearts of Oak: 2000
- Supercoppa CAF: 1

Hearts of Oak: 2001

### Individuale
- Scarpa d'oro del Mondiale Under-17: 1

1999 (7 gol)
- Capocannoniere del campionato ghanese: 3

1999, 2000 (19 reti), 2001 (22 reti)